# Monastère de la Sainte-Trinité de Goustynia
Le monastère de la Sainte-Trinité (ukrainien : Густинський монастир) est une institution religieuse  féminine  de Goustynia qui date du XVIe siècle.

## Historique
Fondé en 1600 près de Prylouky en bordure de la rivière Oudaï par des moines venu du mont Athos. L'hetman Mykhailo Vyshnevetskyi leur fournissait aide et appui.

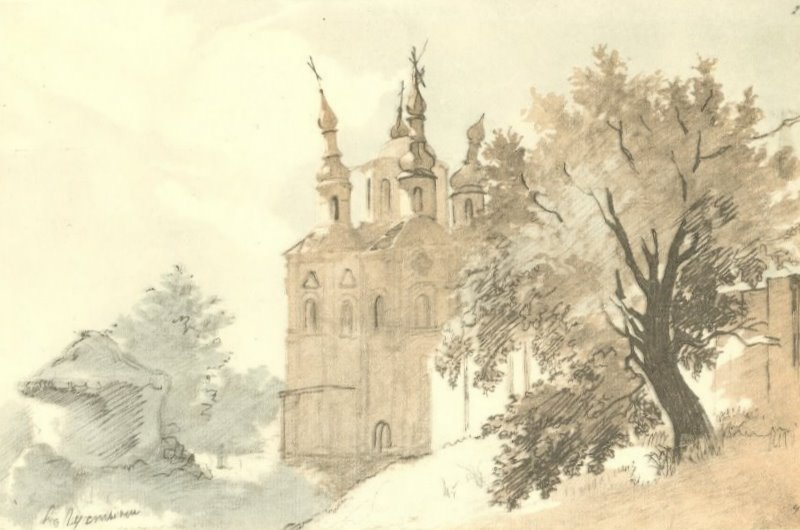
L'église Pierre & Paul par Taras Chevtchenko, 1845.

## En images

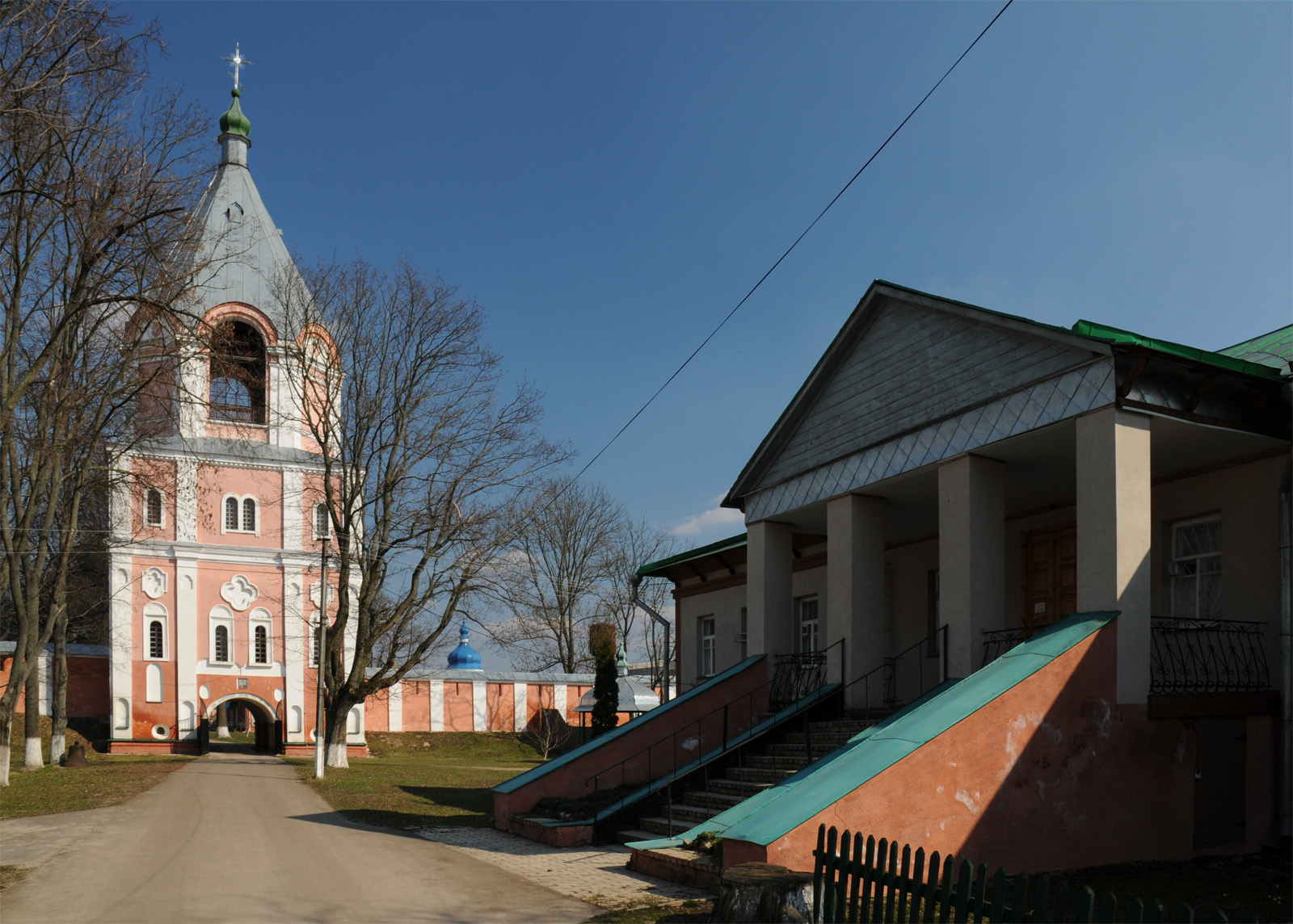
L'église de la Résurrection[a]
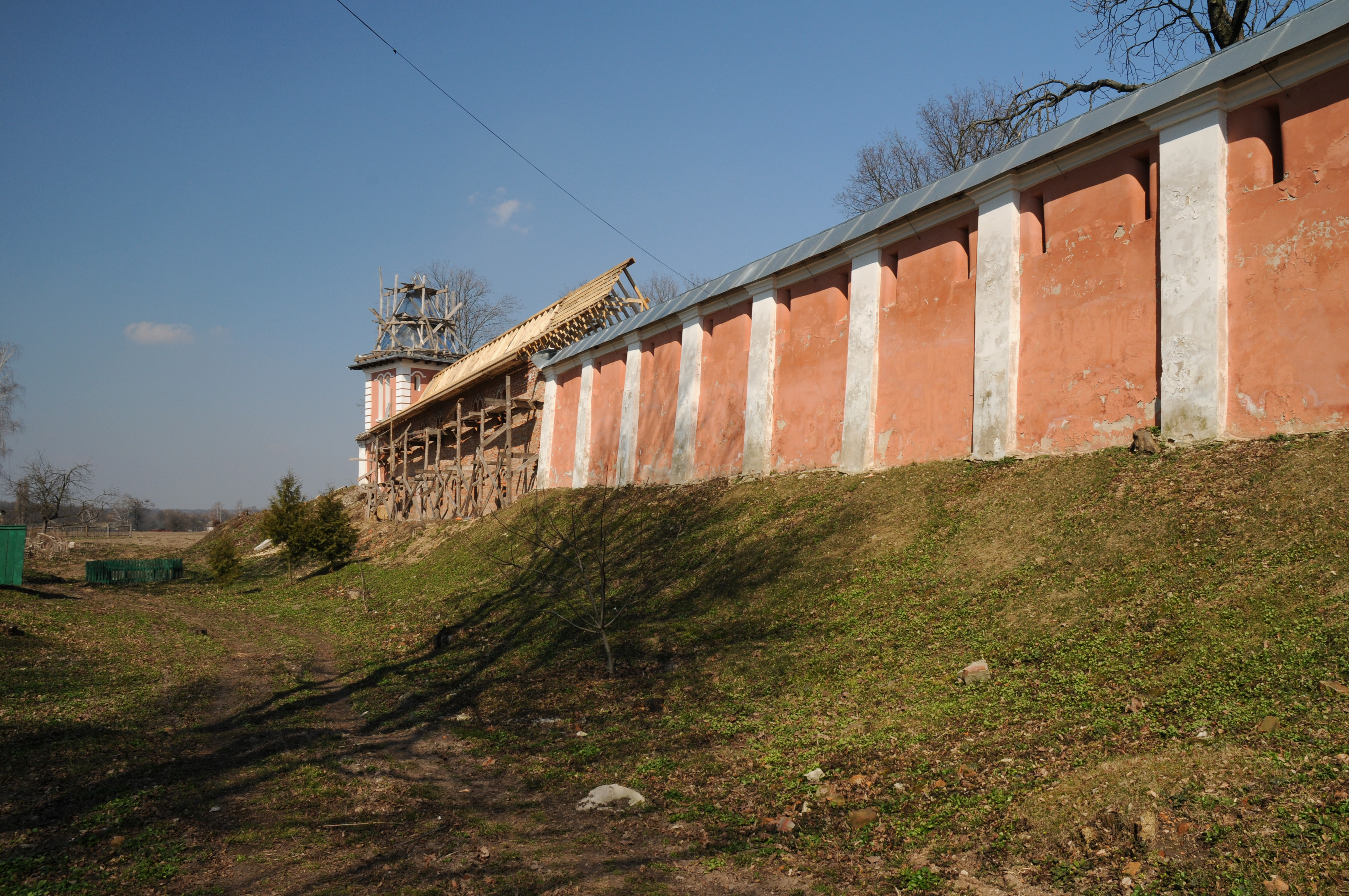
Le mur de clôture[b].
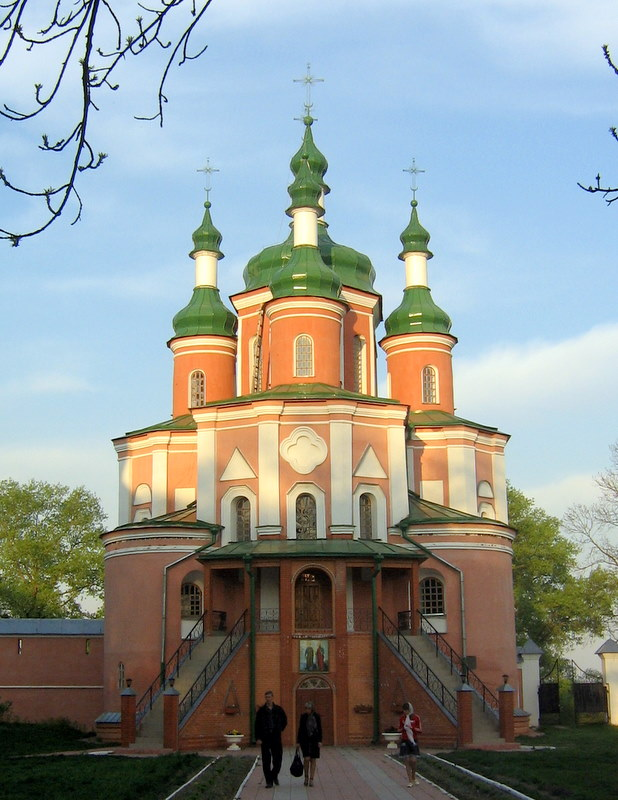
Église Pierre et Paul[c].
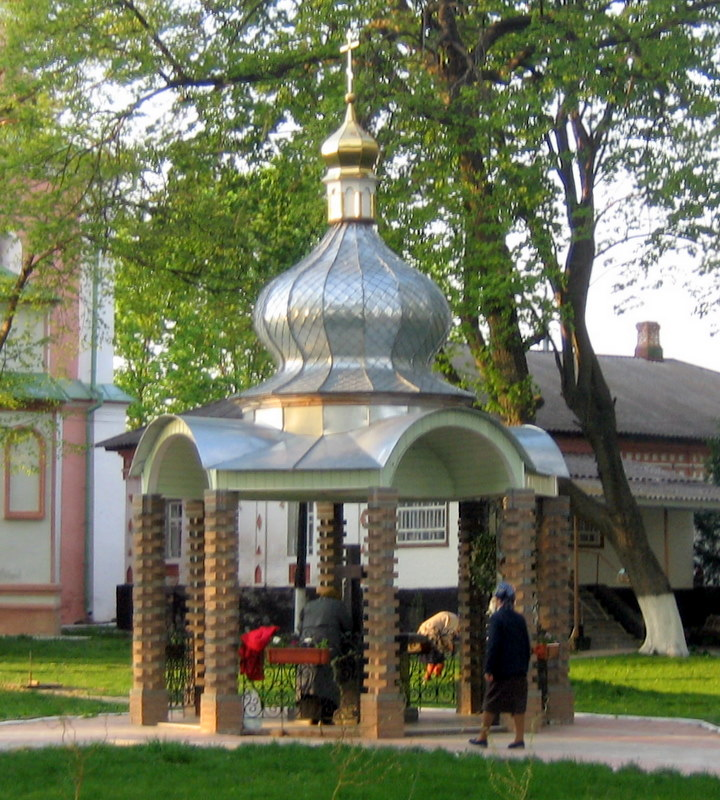
Source miraculeuse.
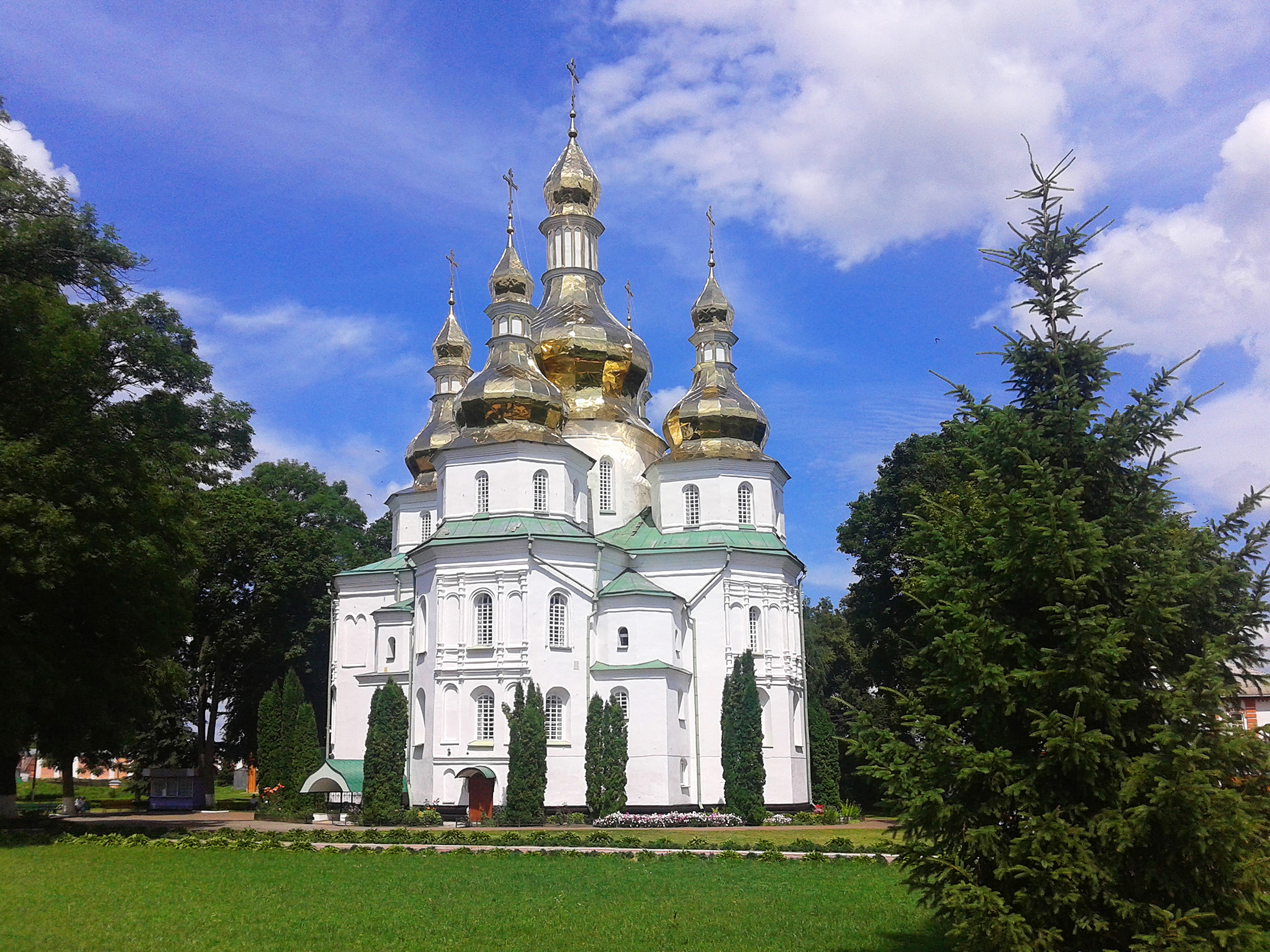
Cathédrale de la Sainte-Trinité[d].
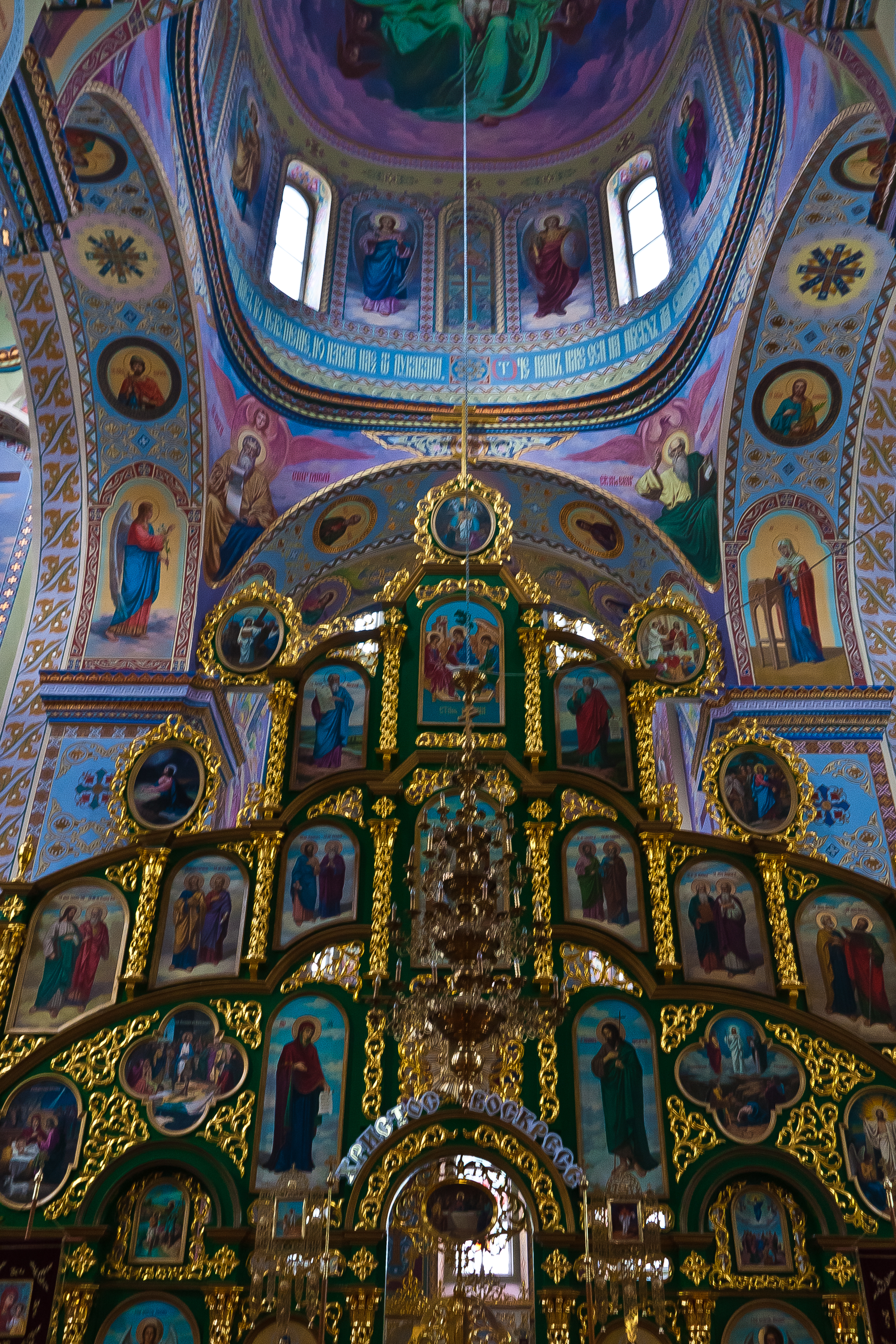
L'iconostase.
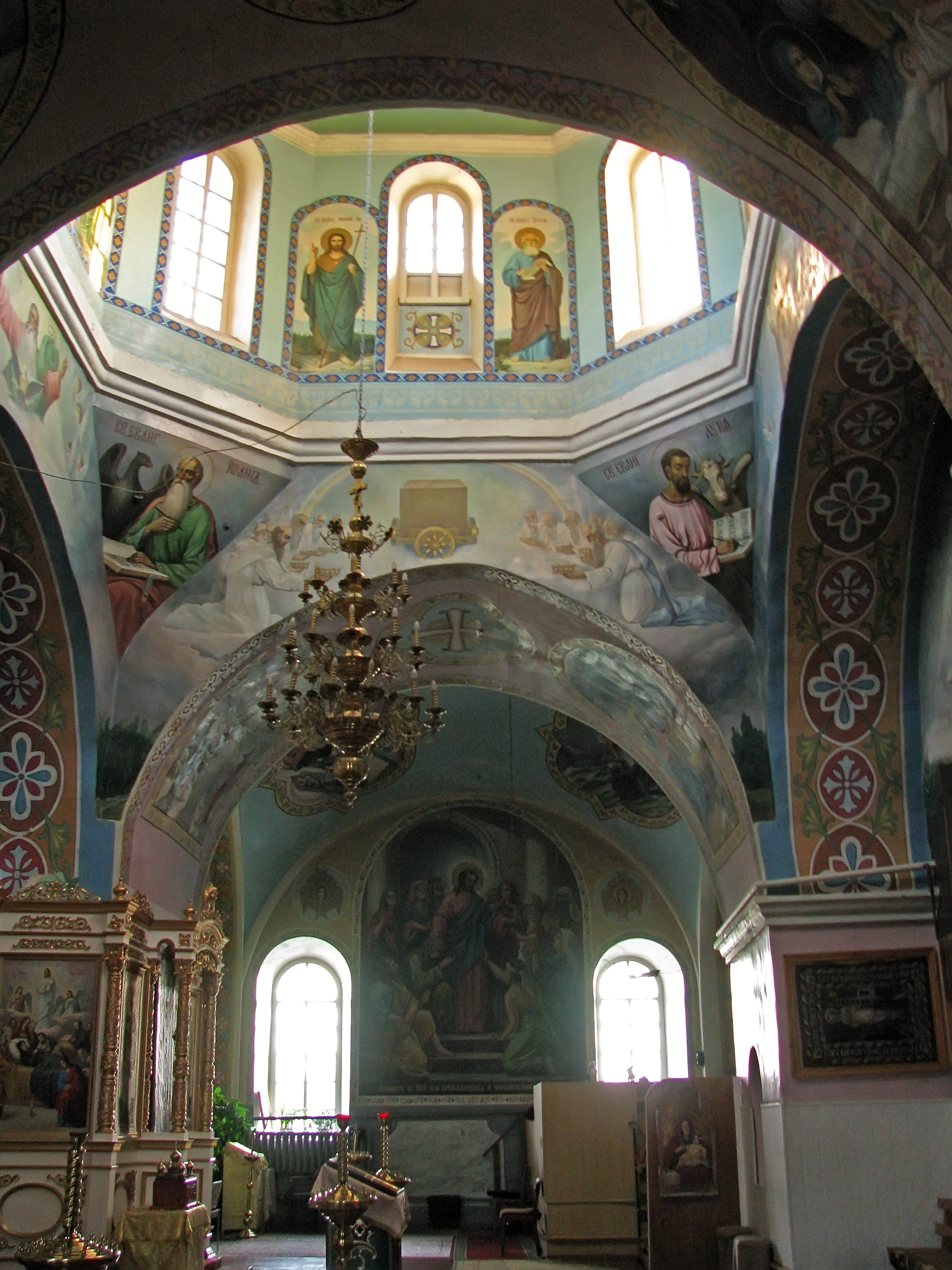
La coupole.
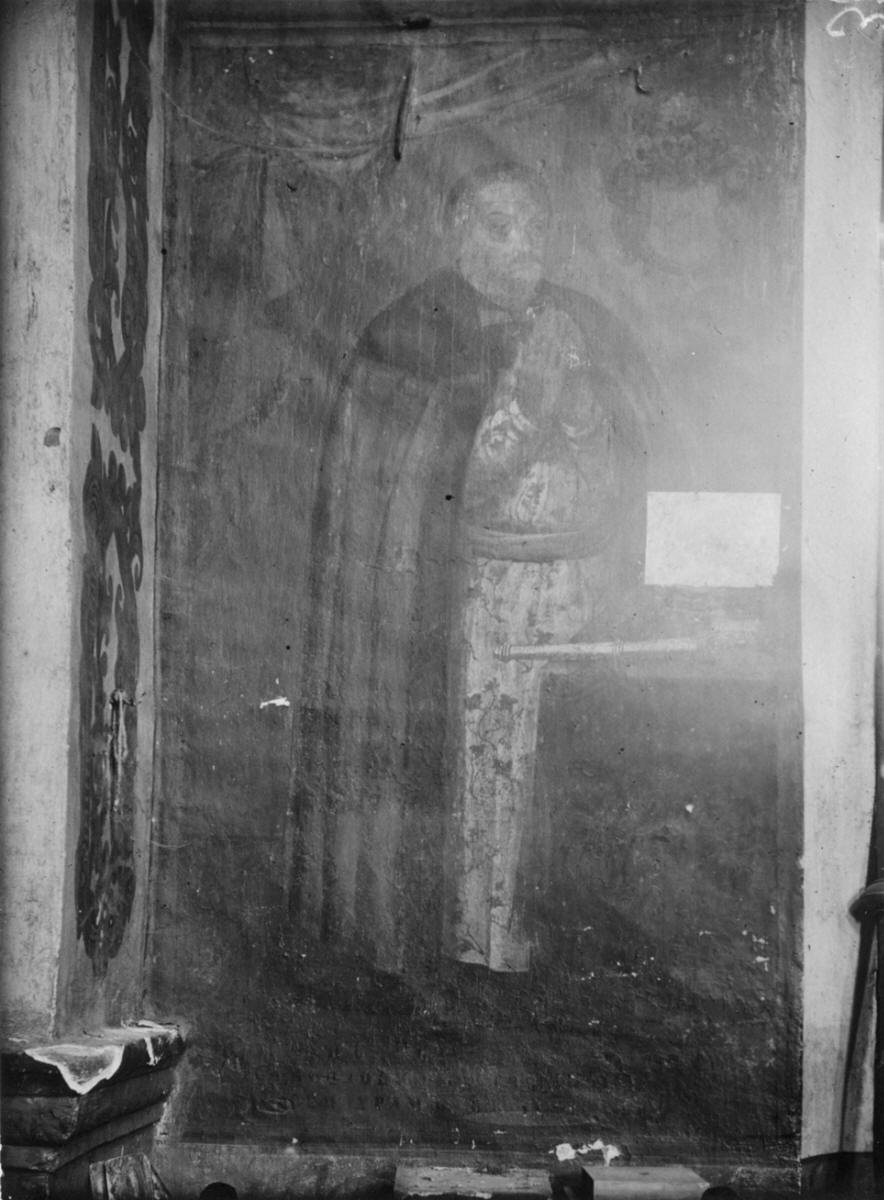
Ivan Samoïlovitch en prière.